# Lijst van partners van graven van Vlaanderen
Dit is een lijst van de partners van de graven en gravinnen van Vlaanderen. 